# Aerokartographisches Institut
Die Aerokartographisches Institut AG (AKI) war ein 1924 in Breslau gegründetes Unternehmen mit dem Ziel, Luftaufnahmen für kartografische Zwecke herzustellen. Mit Beginn des Jahres 1934 wurde es aufgrund staatlicher Vorgaben in die Hansa Luftbild GmbH zwangsintegriert.

## Vorgeschichte
Nachdem mit Ende des Ersten Weltkrieges tausende Piloten und Beobachter arbeitslos geworden waren, startete Anfang 1919 der Leiter des neugegründeten Reichsluftamtes, der Flugpionier August Euler, eine Werbeaktion für zivile Anwendungen der Fliegerei, darunter auch das Luftbildwesen. Daraufhin traf sich in Breslau der Vermessungsingenieur Kurd Slawik (1891–1962) mit Vertretern der optischen und der Flugzeuge herstellenden Industrie, um die Einrichtung einer Luftbild-Vermessungsfirma zu besprechen.

## Gründung
Als sich die wirtschaftliche Lage im Deutschen Reich nach der Hyperinflation stabilisiert hatte, gründeten 1924 Slawik, die Gustav Heyde GmbH aus Dresden, die photogrammetrische Geräte herstellte, die Vermessungsfirma Meltzer & Kreuz GmbH aus Breslau sowie die Stahlwerk Mark AG, Abteilung Breslau, die in der Flugzeugproduktion tätig war, die Aerokartographisches Institut AG. Slawik, der von Anfang an den Vorsitz übernahm, blieb bis 1931 Leiter des Unternehmens.

## Tätigkeit bis 1933

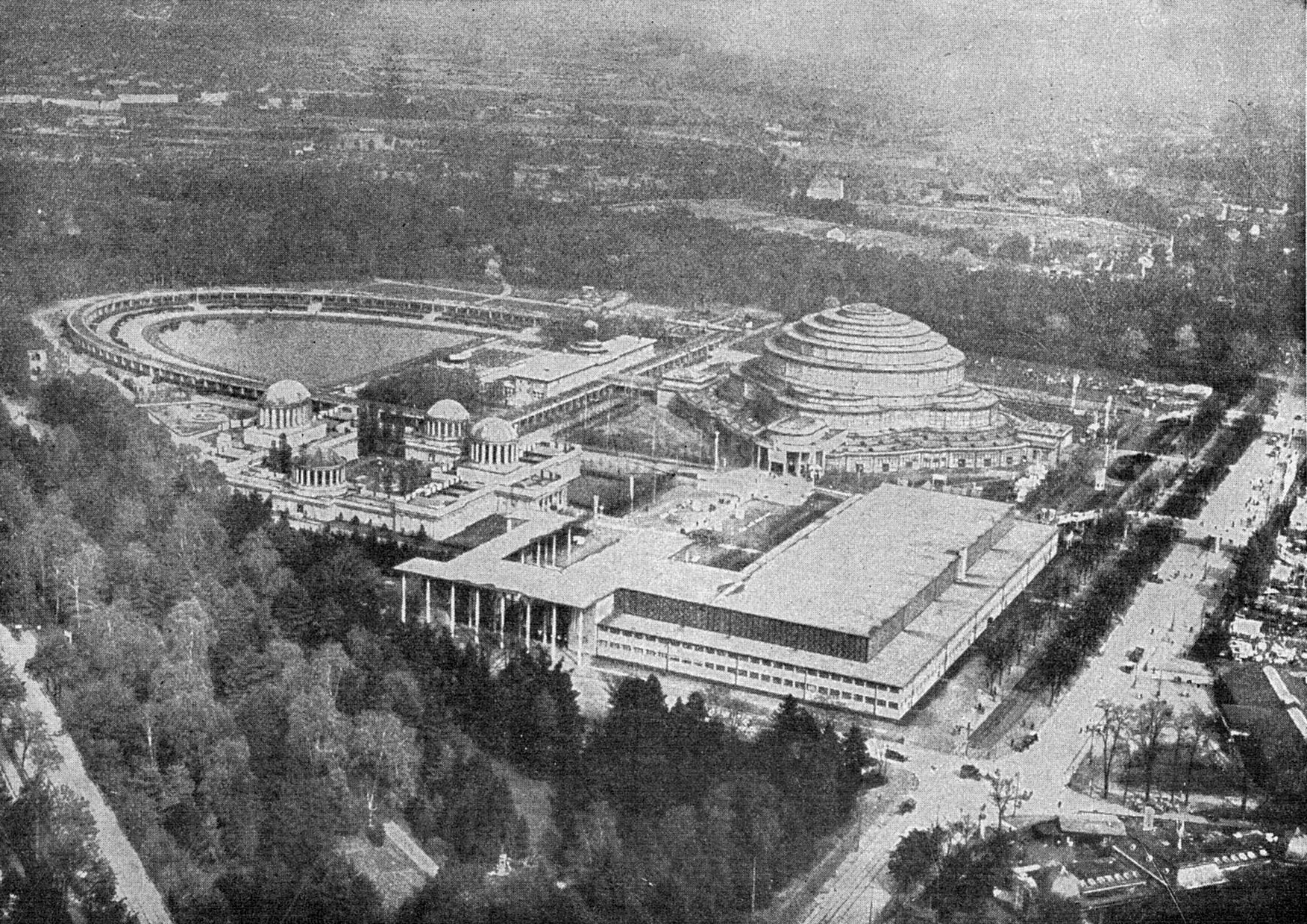
Ausstellungsgelände Breslau (1929)

Aufgrund der Konstellation war das Breslauer Unternehmen in der Lage, Befliegungen und Auswertungen in Eigenregie durchführen zu können. Dem Namen gemäß konzentrierte es sich auf die Herstellung von Senkrechtaufnahmen und deren kartografische Verwertung, weshalb es gleich nach der Gründung den modernen Autokartographen erwarb. Dieses Gerät, das der photogrammetrischen Bildauswertung diente, war 1919 von Reinhard Hugershoff entwickelt und bei Gustav Heyde gebaut worden.
Das Kerngebiet der luftbildnerischen Arbeiten der Gesellschaft lag in den damaligen Ostgebieten des Deutschen Reiches. So sind Aufnahmen aus Schlesien, den Odergebieten und dem Riesengebirge überliefert. Darüber hinaus besaß AKI auch Vertretungen in Dresden, Düsseldorf und Essen, wo sie mit der Junkers Luftbild-Zentrale und der Hansa Luftbild (HLB) um Aufträge konkurrierte. Vor allem das letztgenannte Unternehmen wurde jedoch bei staatlichen Aufträgen bevorzugt, selbst wenn das Einsatzgebiet direkt in Schlesien lag.
Beispielsweise wurde, finanziert durch die Mittel der Osthilfe, der Auftrag einer Oderbefliegung an die HLB vergeben, obwohl die Breslauer Gesellschaft zuvor bewiesen hatte, gute Qualität zu einem guten Preis liefern zu können.

## Auflösung
Zum 31. Dezember 1933 ging die Gesellschaft offiziell in Liquidation. Veranlasst hatte dies die nationalsozialistische Regierung im Rahmen ihres Umbaus der Luftfahrt, um die Luftbildunternehmen unter ihre Kontrolle zu bekommen. Das Breslauer Büro wurde in eine Filiale der regierungsnahen Hansa Luftbild umgewandelt, 1936 aber aufgelöst. Bruno Weist, Leiter des AKI seit 1931, übernahm im Frühjahr 1934 die Bonner Abteilung der HLB.